# روزنامه‌نگاری پایگاه داده

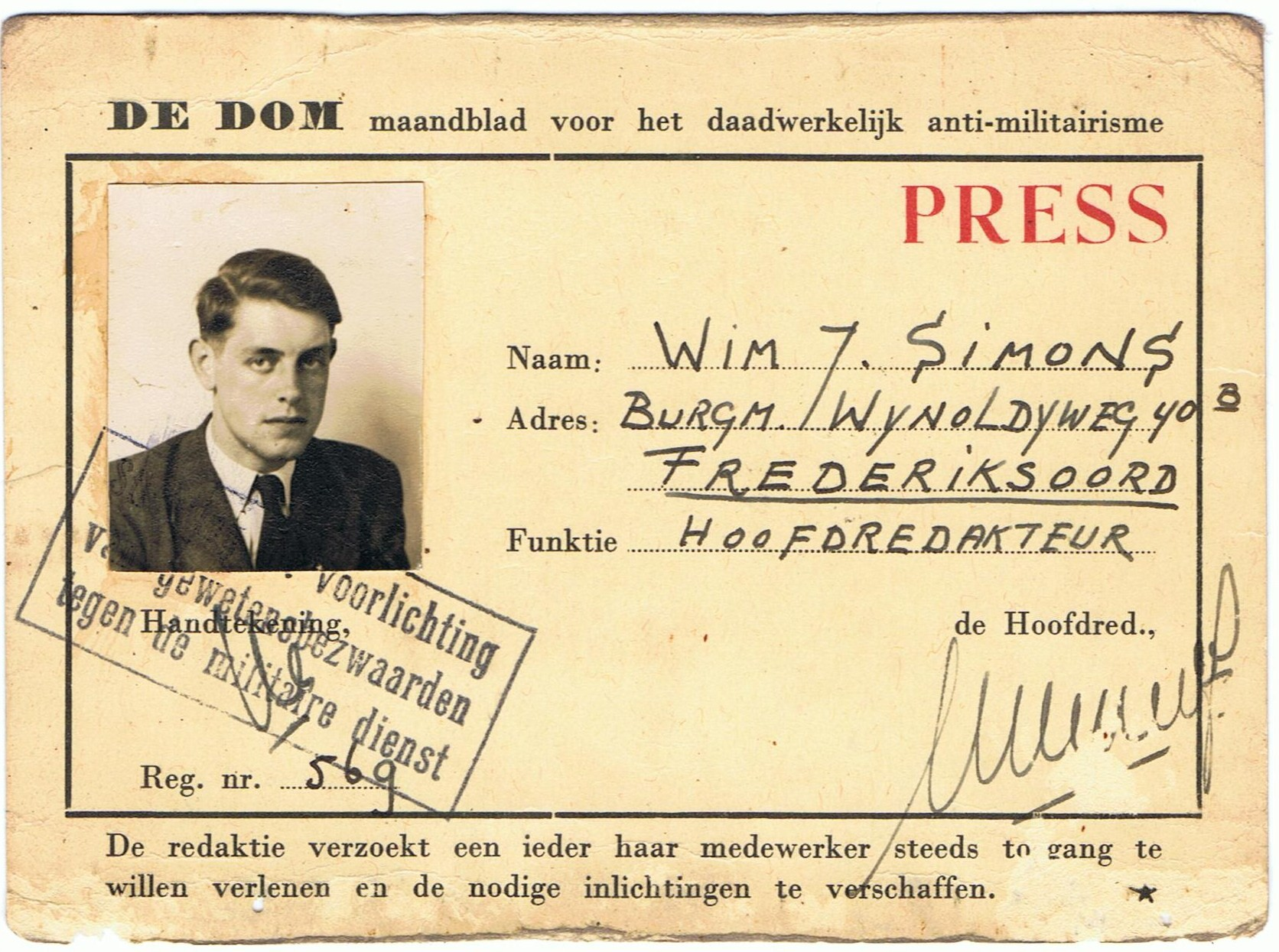
کارت مطبوعاتی متعلق به Wim Simons, De Dom در سال ۱۹۴۸ مجله ماهانه ضد نظامی گری THE DOM‏

روزنامه‌نگاری پایگاه داده یا روزنامه‌نگاری ساخت‌یافته یک مدیریت اطلاعات است که از طریق آن محتوای خبری بر خلاف داستان‌های خبری، حول داده‌های ساخت‌یافته سازماندهی می‌شود.
انجمن روزنامه‌نگاری پایگاه داده Wiebke Loosen روزنامه‌نگاری پایگاه داده را چنین تعریف می‌کند: ذخیرهٔ پایگاه داده با مواد اولیه – مقالات، تصاویر و سایر محتویات- با استفاده از رسانه- سیستم‌های انتشار فلسفی- و بعد از آن در دسترس قرار دادن آن برای ابزارهای مختلف.

## تاریخچه و پیاده‌سازی روزنامه‌نگاری پایگاه داده
برنامه‌نویس کامپیوتر Adrian Holovaty مقاله‌ای با عنوان نمایش روزنامه‌نگاری پایگاه داده شامل چیست؟ را در سال ۲۰۰۶ نوشت. در این مقاله او شرح داده که بیشتر مواد اولیه که توسط روزنامه‌نگار جمع‌آوری شده، داده‌های ساخت یافته هستند، نوعی از اطلاعات که می‌توانند توسط کامپیوتر تقسیم و قطعه‌بندی شوند. برای او یک تفاوت کلیدی بین روزنامه‌نگاری پایگاه داده و روزنامه‌نگاری سنتی این است که مقالات تولید شدهٔ اخیر به عنوان محصول نهایی هستند در حالی که پایگاه داده‌های تولید شدهٔ اولیه از حقایق به‌طور پیوسته باقی مانده و بهبود می‌یابند.